# People’s Political Party (St. Vincent und die Grenadinen)
Die People’s Political Party war eine Partei in St. Vincent und den Grenadinen.

## Geschichte
Sie wurde 1952 als Splittergruppe der herrschenden Eighth Army of Liberation gegründet und war die erste landesweit agierende politische Partei des Landes. Als einzige Partei trat sie in den Wahlen 1954 an und errang drei der acht Sitze (die verbleibenden Sitze gingen an Unabhängige Kandidaten). In den Wahlen 1957 errang die Partei fast die Hälfte der gesamten Stimmen und gewann fünf der acht Sitze. Auch 1961 blieb sie an der Macht mit sechs der neun Sitze.
In der Wahl 1966 errang sie weniger Stimmen als die Saint Vincent Labour Party, aber gewann einen Sitz mehr. In den vorgezogenen Wahlen 1967 verkleinerte sich die Fraktion dann auf drei Sitze. Nachdem beide Parteien in den Wahlen 1972 jeweils sechs Sitze errungen hatten, wurden 1974 vorgezogene Wahlen abgehalten. Vor dieser Wahl bildeten einige einflussreiche Mitglieder der Partei die Mitchell/Sylvester Faction, und weil die PPP gegen eine Unabhängigkeit von Großbritannien war, konnte die Partei nur zwei Sitze erringen, während die Labour Party zehn gewann. In den Wahlen 1979 gewann die Partei keinen Sitz und wurde 1984 aufgelöst.

## Wahlgeschichte
| Wahlen | Parteiführer    | Stimmen | %      | Sitze | ±   | Position | Regierung               |
| ------ | --------------- | ------- | ------ | ----- | --- | -------- | ----------------------- |
| 1954   | Ebenezer Joshua | 6.301   | 40,3 % | 3/8   | neu | 1.       | Minderheitsregierung    |
| 1957   | Ebenezer Joshua | 9.702   | 47,9 % | 5/9   | + 2 | 1.       | Majoritätsregierung     |
| 1961   | Ebenezer Joshua | 11.500  | 49,2 % | 6/9   | + 1 | 1.       | Majoritätsregierung     |
| 1966   | Ebenezer Joshua | 13.427  | 49,0 % | 5/9   | - 1 | 1.       | Majoritätsregierung     |
| 1967   | Ebenezer Joshua | 12.465  | 46,2 % | 3/13  | - 2 | ▼ 2.     | Opposition              |
| 1972   | Ebenezer Joshua | 14.507  | 45,4 % | 6/13  | + 3 | 2.       | Koalitionsregierung     |
| 1974   | Ebenezer Joshua | 3.806   | 13,4 % | 2/13  | - 4 | ▼ 3.     | Opposition              |
| 1979   | Ebenezer Joshua | 1.492   | 4,5 %  | 0/15  | - 2 | ▼ 4.     | nicht mehr im Parlament |